# Харино (Новосибирская область)
Ха́рино — деревня в Искитимском районе Новосибирской области. Входит в состав Усть-Чёмского сельсовета.

## География
Площадь деревни — 20 гектаров.

## Население
| 2002 | 2007 | 2010 |
| ---- | ---- | ---- |
| 176  | ↗200 | ↘130 |

## Инфраструктура
В деревне по данным на 2007 год, отсутствует социальная инфраструктура.